# Live at Sweden Rock Festival (álbum de Triumph)
Live at Sweden Rock Festival es un álbum en vivo de la banda canadiense de hard rock Triumph y fue publicado en 2012 por la discográfica Frontiers Records.

## Grabación y publicación
Este álbum fue grabado en el Sweden Rock Festival el 7 de junio de 2008, día en el que se realizó el reencuentro de los integrantes originales de la banda Rik Emmett, Gil Moore y Mike Levine después de 20 años separados y ofrecieron esta presentación.
El disco compacto y el DVD de Live at Sweden Rock Festival contienen idéntico listado de canciones, pero este último, además del concierto, contiene un «detrás de cámaras» del festival, galería de fotos y conferencia de prensa del trío canadiense.

## Recepción del disco
Sorpresivamente, este álbum tuvo una cierta aceptación en Suecia, pues el 31 de agosto de 2012 se ubicó en la 46.ª posición en el Sverigetopplistan.

## Lista de canciones

### Disco compacto
| N.º   | Título                           | Escritor(es)                                            | Duración |  |
| 1.    | «When the Lights Go Down»        | Rik Emmett / Gil Moore / Mike Levine                    | 5:37     |  |
| 2.    | «Lay It on the Line»             | Rik Emmett                                              | 6:58     |  |
| 3.    | «Allied Forces»                  | Emmett / Moore / Levine                                 | 5:07     |  |
| 4.    | «Never Surrender»                | Emmett / Moore / Levine                                 | 6:32     |  |
| 5.    | «I Live for the Weekend»         | Emmett / Moore / Levine                                 | 4:42     |  |
| 6.    | «Blinded Light Snow / Moonchild» | Rik Emmett                                              | 10:22    |  |
| 7.    | «Rocky Mountain Way»             | Joe Walsh / Rocke Grace / Kenny Passarelli / Joe Vitale | 6:22     |  |
| 8.    | «Magic Power»                    | Emmett / Moore / Levine                                 | 5:45     |  |
| 9.    | «Rock & Roll Machine»            | Gil Moore                                               | 9:51     |  |
| 10.   | «Fight the Good Fight»           | Emmett / Moore / Levine                                 | 7:30     |  |
| 68:46 |                                  |                                                         |          |  |

### Disco compacto + DVD
| CD    |                                  |                                     |          |  |
| N.º   | Título                           | Escritor(es)                        | Duración |  |
| 1.    | «When the Lights Go Down»        | Emmett / Moore / Levine             | 5:37     |  |
| 2.    | «Lay It on the Line»             | Rik Emmett                          | 6:58     |  |
| 3.    | «Allied Forces»                  | Emmett / Moore / Levine             | 5:07     |  |
| 4.    | «Never Surrender»                | Emmett / Moore / Levine             | 6:32     |  |
| 5.    | «I Live for the Weekend»         | Emmett / Moore / Levine             | 4:42     |  |
| 6.    | «Blinded Light Snow / Moonchild» | Rik Emmett                          | 10:22    |  |
| 7.    | «Rocky Mountain Way»             | Walsh / Grace / Passarelli / Vitale | 6:22     |  |
| 8.    | «Magic Power»                    | Emmett / Moore / Levine             | 5:45     |  |
| 9.    | «Rock & Roll Machine»            | Gil Moore                           | 9:51     |  |
| 10.   | «Fight the Good Fight»           | Emmett / Moore / Levine             | 7:30     |  |
| 68:46 |                                  |                                     |          |  |

| DVD   |                           |                                     |          |  |
| N.º   | Título                    | Escritor(es)                        | Duración |  |
| 1.    | «When the Lights Go Down» | Emmett / Moore / Levine             | 5:35     |  |
| 2.    | «Lay It on the Line»      | Rik Emmett                          | 6:58     |  |
| 3.    | «Allied Forces»           | Emmett / Moore / Levine             | 5:22     |  |
| 4.    | «Never Surrender»         | Emmett / Moore / Levine             | 6:32     |  |
| 5.    | «I Live for the Weekend»  | Emmett / Moore / Levine             | 4:42     |  |
| 6.    | «Blinded Light Snow»      | Rik Emmett                          | 10:09    |  |
| 7.    | «Rocky Mountain Way»      | Walsh / Grace / Passarelli / Vitale | 6:34     |  |
| 8.    | «Magic Power»             | Emmett / Moore / Levine             | 5:54     |  |
| 9.    | «Rock & Roll Machine»     | Gil Moore                           | 11:03    |  |
| 10.   | «Fight the Good Fight»    | Emmett / Moore / Levine             | 8:42     |  |
| 71:39 |                           |                                     |          |  |

| Contenido extra |                                         |          |  |
| N.º             | Título                                  | Duración |  |
| 11.             | «Conferencia de prensa del Sweden Rock» |          |  |
| 12.             | «Detrás de cámaras / galería de fotos»  |          |  |

## Créditos

### Triumph
- Rik Emmett — voz y guitarra
- Gil Moore — voz y batería
- Mike Levine — bajo y teclados
- Dave Dunlop — guitarra

### Personal de producción
- Paul Gross — productor ejecutivo
- Mike Primeau — gerente de producción
- Harry Witz — grabación
- L. Stu Young — mezcla de sonido
- Scott Lake — masterización
- Paul Dexter — iluminación
- Cam LeBlanc — editor de vídeo

## Listas
| Año  | País   | Lista                           | Posición máxima |
| ---- | ------ | ------------------------------- | --------------- |
| 2012 | Suecia | Sverigetopplistan Top 60 Albums | 46.º            |